# Bão Cimaron (2006)
Bão Cimaron, được biết đến ở Philippines với tên gọi Bão Paeng, hay cơn bão số 7 ở Việt Nam, là xoáy thuận nhiệt đới mạnh nhất tấn công Philippines kể từ siêu bão Zeb năm 1998. Cimaron có nguồn gốc từ một áp thấp nhiệt đới trong ngày 25 tháng 10 và ban đầu cơn bão phát triển trên khu vực có điều kiện môi trường rất thuận lợi ngoài khơi phía Đông Philippines. Vào ngày 28 tháng 10, Cimaron trải qua quá trình tăng cường mãnh liệt, đạt đến sức gió duy trì 10 phút tối đa 185 km/giờ (115 dặm/giờ). Trung tâm Cảnh báo Bão Liên hợp (JTWC) ước tính vận tốc gió duy trì một phút tối đa là 260 km/giờ (160 dặm/giờ), đạt cấp siêu bão tương đương bão cấp 5 trong thang Saffir-Simpson, dù vậy đã có sự tranh luận về việc đánh giá không chính xác sức mạnh cơn bão. Cimaron đổ bộ lên địa điểm gần Casiguran, Aurora thuộc Luzon với cường độ tối đa. Sau khi vượt qua Luzon và suy yếu, cơn bão tiến vào biển Đông, nơi có môi trường thuận lợi cho sự tái tổ chức tạm thời. Trong ngày 1 tháng 11 Cimaron gần như ít di chuyển, tiếp đó cơn bão đã thực hiện một vòng lặp trong quỹ đạo và suy yếu đi rất nhanh. Đến ngày mùng 4 Cimaron giảm cấp xuống còn áp thấp nhiệt đới trước khi tan ba ngày sau trên vùng biển ngoài khơi đất liền Việt Nam.
Trước khi Cimaron tác động đến Philippines, hai Tín hiệu Cảnh báo Bão Công cộng ở mức cao nhất là #3 và #4 đã được phát đi cho một số tỉnh ở Luzon. Hàng ngàn cư dân được thúc giục di tản trong khi các nhà chức trách địa phương chuẩn bị cho những nỗ lực khắc phục hậu quả nhanh chóng. Ban đầu Cimaron được dự kiến sẽ tấn công Việt Nam, khiến chính quyền nước này lên kế hoạch di tản khoảng 218.000 người; tuy nhiên, với việc cơn bão di chuyển chậm và suy thoái trên đại dương, các kế hoạch đã bị hoãn lại. Chính phủ các nước Thái Lan và Trung Quốc cũng khuyến cáo người dân về những ảnh hưởng mà cơn bão có thể đem lại.
Mặc dù cường độ của cơn bão là rất mạnh, thiệt hại tại Philippines đã phần nào được hạn chế do mật độ dân số thấp tại những khu vực chịu tác động. Những trận lở đất và lũ lụt trên diện rộng đã làm gián đoạn đáng kể hệ thống giao thông và khiến cho một số cộng đồng dân cư bị cô lập. Đã có 43 người thiệt mạng trong những vụ tai nạn mà hầu hết nguyên nhân là do lũ lụt. Gần 365.000 người chịu ảnh hưởng từ cơn bão và tổn thất ước đạt 1,21 tỉ PHP (31 triệu USD). Gió dọc theo rìa cơn bão đã thổi bùng một trận cháy rừng lớn gần Hồng Kông, và lượng ẩm từ nó cũng góp phần tạo ra những trận mưa kỷ lục tại bang British Columbia, Canada. Tại Philippines, các hoạt động cứu trợ được tiến hành khẩn trương sau khi cơn bão đi qua; dù vậy trong tháng 11 đã có thêm hai cơn bão khác tấn công đất nước này, một trong số đó gây ra thiệt hại lớn hơn nhiều. Sau một yêu cầu về sự trợ giúp quốc tế trong đầu tháng 12, hơn 10 triệu USD đã được gửi đến cứu trợ cho Philippines.

## Lịch sử khí tượng
Vào ngày 24 tháng 10 năm 2006, một vùng thời tiết nhiễu động đặc trưng bởi những đám mây đối lưu rải rác xung quanh một hoàn lưu mực thấp đã phát triển tại địa điểm cách Guam khoảng 595 km (370 dặm) về phía Đông. Nằm trong một khu vực có những điều kiện thuận lợi, hệ thống dần củng cố cấu trúc khi di chuyển chủ yếu theo hướng Tây. Cuối ngày 25 tháng 10, Cơ quan Khí tượng Nhật Bản (JMA) phân loại vùng thấp là một áp thấp nhiệt đới. Với dòng thổi ra hướng cực được cải thiện, Trung tâm Cảnh báo Bão Liên hợp (JTWC) đã ban hành một Cảnh báo về sự hình thành của xoáy thuận nhiệt đới trước khi đưa ra những thông báo về áp thấp nhiệt đới 22W trong ngày 26. Vài giờ sau, Cục quản lý Thiên văn, Địa vật lý và Khí quyển Philippines chỉ định cho cơn bão một cái tên địa phương là Paeng khi nó đi vào khu vực theo dõi của họ. Do ở phía Bắc tồn tại một áp cao cận nhiệt đới mạnh, hệ thống duy trì quỹ đạo chủ yếu là Tây - Tây Bắc. Vào ngày 27 áp thấp nhiệt đới mạnh lên thành bão nhiệt đới và được JMA chỉ định tên quốc tế là Cimaron. Sau đó, cơn bão có kích thước nhỏ này trải qua một giai đoạn tăng cường nhanh chóng mạnh lên đến cấp độ bão cuồng phong vào sáng sớm ngày 28 tháng 10. Khi quá trình này kết thúc, Cimaron đạt đỉnh với sức gió duy trì 10 phút 185 km/giờ (115 dặm/giờ) cùng áp suất khí quyển 920 mbar (hPa; 27,17 inHg).
JTWC ước tính Cimaron đạt đỉnh là một siêu bão tương đương bão cấp 5 trong thang Saffir-Simpson với sức gió duy trì một phút 260 km/giờ (160 dặm/giờ). Tuy nhiên, những ước tính dựa vào ảnh vệ tinh từ các nhà dự báo của cơ quan này, từ Chi nhánh Phân tích Vệ tinh thuộc Cơ quan Khí quyển và Đại dương Quốc gia Hoa Kỳ (SAB), Cơ quan Thời tiết Không quân Hoa Kỳ (AFWA), và Tiến sĩ Karl Hoarau của Đại học Cergy-Pontoise cho rằng Cimaron là một cơn bão mạnh hơn. Với việc sử dụng Kỹ thuật Dvorak; một phương pháp để xác định cường độ của xoáy thuận nhiệt đới dựa vào diện mạo của chúng trên ảnh vệ tinh; AFWA và SAV quy ra chỉ số cao nhất T7.5, tương đương sức gió duy trì một phút 285 km/giờ (180 dặm/giờ), trong khi các giá trị làm việc nâng cao từ JTWC đạt tối đa tại T7.8, 305 km/giờ (190 dặm/giờ). Bên cạnh đó, một nhà dự báo tại SAB ghi chú rằng các ước tính cường độ thấp hơn dường như là do những hạn chế của kỹ thuật Dvorak phát sinh từ sự tăng cường nhanh chóng của Cimaron. Nhà dự báo đồng thời lưu ý một cách ước tính thứ hai cho ra giá trị tối đa T8.0, 315 km/giờ (195 dặm/giờ), mức cao nhất trong thang đo.
Lúc đạt đỉnh, Cimaron thể hiện ra hai thành mắt bão đồng tâm, cách nhau vài kilomet. Cơn bão sau đó đổ bộ lên địa điểm gần Casiguran, Aurora thuộc Bắc Luzon một thời gian ngắn sau thời điểm 1200 UTC ngày 29 tháng 10 và nó đã trở thành một trong những cơn bão mạnh nhất từng tấn công khu vực này. Sự tương tác với địa hình núi của hòn đảo khiến Cimaron suy yếu, dù vậy nó vẫn duy trì được cấp độ bão cuồng phong trong quãng thời gian 12 tiếng vượt đảo. Cơn bão tiến vào biển Đông trong ngày 30 và ban đầu vẫn giữ hướng di chuyển chủ yếu là Tây - Tây Bắc. Tuy nhiên, đến ngày hôm sau, một điểm yếu đã phát triển trong áp cao mà trước đó dẫn đường cho cơn bão, và Cimaron chuyển hướng đi lên phía Bắc trong một thời gian ngắn trước khi trở nên gần như đình trệ trong chuyển động. Vào khoảng thời gian đó, cơn bão phần nào tái tổ chức và đạt một đỉnh cường độ thứ hai với sức gió duy trì 10 phút 165 km/giờ (105 dặm/giờ) trong ngày 2 tháng 11. Khi thực hiện một vòng lặp kín theo chiều kim đồng hồ, độ đứt gió tăng lên và không khí khô cuốn vào đã làm Cimaron suy yếu đột ngột. Với một áp cao mới hình thành trên đất liền Trung Quốc, cơn bão lúc này di chuyển theo hướng chủ yếu là Tây Nam. Cimaron suy yếu xuống còn áp thấp nhiệt đới vào ngày 4 tháng 11 và cuối cùng tan ba ngày sau trên vùng biển ngoài khơi gần đất liền Việt Nam.

## Thông tin cập nhật
- 13h ngày 01 tháng 11 năm 2006, vị trí tâm bão ở vào khoảng 19,0 độ vĩ bắc; 116,2 độ kinh đông cách đảo Hải Nam (Trung Quốc) khoảng 610 km về phía đông. Sức gió mạnh nhất ở vùng gần tâm bão mạnh cấp 14 (tức là từ 150 đến 166 km một giờ), giật trên cấp 14.
- 4h ngày 02 tháng 11 năm 2006, vị trí tâm bão ở vào khoảng 19,1 độ vĩ bắc; 116,3 độ kinh đông, cách đảo Hải Nam (Trung Quốc) khoảng 620 km về phía đông. Sức gió mạnh nhất ở vùng gần tâm bão mạnh cấp 14, cấp 15 (tức là từ 150 đến 183 km một giờ), giật trên cấp 15.

### Một số thông tin về đường đi cơn bão
Dự đoán hướng đi của bão theo thông báo bão của các cơ quan khí tượng:
- HongKong Lưu trữ ngày 23 tháng 8 năm 2006 tại Wayback Machine
- Việt Nam Lưu trữ ngày 10 tháng 11 năm 2006 tại Wayback Machine
- Hải Quân Hoa Kỳ Lưu trữ ngày 3 tháng 9 năm 2006 tại Wayback Machine
- Nhật Bản